# Pleuranthodium branderhorstii
Pleuranthodium branderhorstii är en enhjärtbladig växtart som först beskrevs av Theodoric Valeton, och fick sitt nu gällande namn av Rosemary Margaret Smith. Pleuranthodium branderhorstii ingår i släktet Pleuranthodium och familjen Zingiberaceae. Inga underarter finns listade i Catalogue of Life.